# Brachythecium microcollinum
Brachythecium microcollinum är en bladmossart som beskrevs av Edwin Bunting Bartram 1946. Brachythecium microcollinum ingår i släktet gräsmossor, och familjen Brachytheciaceae. Inga underarter finns listade i Catalogue of Life.